# Олігопсонія
Олігопсонія (від дав.-гр. ὀλίγος — малочисельний і дав.-гр. ὀψωνία — закупка продовольства) в економіці — ситуація на ринку, для якої характерно обмежена кількість споживачів і велика кількість продавців (виробників). На такому ринку продавці дуже чутливі до політики ціноутворення і маркетингових стратегій одне одного. Типовим прикладом олігопсонії є наприклад ринок авіадеталей, де споживачами є обмежена кількість авіабудівних компаній.